# Fernmeldeturm Jakobsberg
Der Fernmeldeturm Jakobsberg (interne Bezeichnung: Funkübertragungsstelle Minden 2) steht auf dem 235,2 m ü. NHN hohen Jakobsberg in der ostwestfälischen Stadt Porta Westfalica. Der 142 Meter hohe Fernmeldeturm gehört der Deutschen Funkturm (DFMG), einer Tochtergesellschaft der Deutschen Telekom mit Sitz in Münster.
Der Turm wurde primär als Richtfunk-Relaisstation für das Telefon-Fernnetz sowie das Fernseh-Übertragungsnetz errichtet. Zusätzlich beherbergt er heute neben Einrichtungen für den Mobilfunk mehrere Sendeanlagen für die Verbreitung des öffentlich-rechtlichen und privaten Rundfunks. Diese umfassen den Hörfunk in analoger (FM auf Ultrakurzwelle/Band II) und digitaler (DAB+ auf Band III) Technik sowie das Fernsehen im Digitalstandard DVB-T2 HD auf Band IV/V.
Mit seinem exponierten Standort am Weserdurchbruch zwischen Wiehen- und Wesergebirge ist der Turm – neben dem Kaiser-Wilhelm-Denkmal – prägend für die Silhouette der Porta Westfalica. Auf dem Kamm der Bergkette verläuft der Europäische Fernwanderweg E11.

## Geschichte
Der Bismarckbund errichtet an dieser Stelle 1902 einen Bismarckturm. Außerdem entstanden in der Nähe des Turms eine Gaststätte und eine Falknerei, die den Zweiten Weltkrieg nicht überstanden hat. Die Gaststätte hatte bis in die 1990er Jahre Bestand, hohe Kosten für die nötige Entwässerungsanlage machten dann den Betrieb unwirtschaftlich.
Anfang der 1950er Jahre baute der damalige NWDR federführend das neue Medium Fernsehen auf. Die von der Rundfunkanstalt benötigte Übertragungsstrecke Hamburg–Köln wurde von der Deutschen Bundespost geplant und betrieben. Dazu war eine Relaisstation zwischen dem Fernmeldeturm Mellendorf nördlich von Hannover und auf dem  Fernmeldeturm Hünenburg bei Bielefeld nötig. Die Bundespost beabsichtigte, hierfür den Bismarckturm zu nutzen, der sich aber baulich nicht für die Installation der neu entwickelten FREDA-Richtfunkgeräte (Frequenzmodulierte Dezimeterwellen-Anlage) nebst Hornantennen eignete. So wurde der Bismarckturm 1952 abgerissen und das Grundstück der Bundespost zur Verfügung gestellt, die im selben Jahr einen genormten Typenturm errichten ließ.
Auf dem neuen Richtfunkturm wurde am 1. April 1953 die vom Bismarckbund unterhaltene Aussichtskanzel eröffnet. Schon dieser Fernmeldeturm wurde, wie sein Nachfolger, im Volksmund Langer Jakob genannt. Zu dem Turm, der durch eine asphaltierte Straße von Hausberge zu erreichen war, entwickelte sich reger Ausflugsverkehr. Da er in den 1970er Jahren den gestiegenen technischen Anforderungen nicht mehr genügte, wurde er 1979 außer Betrieb genommen und abgerissen.
Der heutige Fernmeldeturm Jakobsberg wurde dann von 1974 bis 1978 erbaut und ist ein Typenturm „FMT 2/73“ (Fernmeldeturm Typ 2 mit Modifikationen von 1973) der Deutschen Bundespost. Am 28. September 1978 fand das Richtfest statt. Auch dieser Turm hat eine Besucherplattform, die in 23 Metern Höhe liegt und weiterhin durch den Bismarckbund betrieben wird. Nur die beiden Fernmeldetürme Bredstedt und Bungsberg in Schleswig-Holstein besitzen eine ähnliche, öffentlich zugängliche Plattform.
Ab 1999 war auf dem Fernmeldeturm Jakobsberg das Amateurfunkrelais DB0MIN installiert. Es sendete im 70-cm-Band auf 439,375 MHz. Der Standort wurde 2016 vom Verband der Funkamateure in Telekommunikation und Post gekündigt und die nach Minderheide umgesetzte Anlage wird seit Ende 2017 als Mindener Stadtrelais weiter betrieben.

## Tourismus
Die vom Bismarckbund an der Porta Westfalica e. V. betriebene Aussichtsplattform des Fernsehturmes erlaubt in der Zeit von April bis Oktober einen ungehinderten Weitblick von bis zu 50 km. Am Fuße des Turmes befindet sich der Bismarck-Gedenkraum, in dem Ausstellungsstücke die wechselhafte Geschichte des Turmes zeigen sowie in erster Linie an Otto von Bismarck erinnern. Seit 2016 ist der angrenzende Kiosk wieder in Betrieb.

## Sendeanlagen
1979 wurde der Turm offiziell in Betrieb genommen. Neben dem (analogen) Fernseh-Rundfunksender wurden Richtfunkstrecken zum  Sender Teutoburger Wald (Bielstein) sowie die beiden Türme in Mellendorf bzw. auf der Hünenburg bei Bielefeld betrieben. Der analoge Fernsehsender wurde am 29. Mai 2006 im Zuge der Einführung des (damals neuen) digitalen Fernseh-Standards DVB-T abgeschaltet.
Heute sind auf dem Jakobsberg, neben den Einrichtungen für Richtfunk, insgesamt sieben Rundfunksender installiert: drei für digitales Fernsehen im aktuellen Standard DVB-T2 HD mit jeweils einem Bouquet von fünf Fernsehprogrammen, einer für den digitalen Hörfunk DAB+ (Programmpaket DR Deutschland mit 13 Programmen) und in analoger Technik ein Sender für Radio Westfalica sowie zwei für BFBS Germany.
Vom Sender Wittekindsberg auf der gegenüberliegenden Seite des Tals – der WDR nennt ihn Sender Bad Oeynhausen – werden analog die fünf WDR-Hörfunk-Programme 1 Live, WDR 2, WDR 3, WDR 4, WDR 5, der Deutschlandfunk sowie im digitalen Standard DAB+ das Hörfunk-Programmpaket Radio für NRW mit insgesamt 13 Programmen ausgestrahlt.

## Frequenzen und Programme

### Analoger Hörfunk (UKW)
Vom Jakobsberg werden folgende Programme gesendet:
| Frequenz (MHz) | Programm         | RDS PS   | RDS PI | ERP (kW) | Antennendiagramm rund (ND) / gerichtet (D) | Polarisation horizontal (H) / vertikal (V) |
| -------------- | ---------------- | -------- | ------ | -------- | ------------------------------------------ | ------------------------------------------ |
| 89,6           | BFBS Radio 2     | BFBS_R2_ | C380   | 0,1      | D                                          | H                                          |
| 95,7           | Radio Westfalica | R_WESTF_ | DA9C   | 0,5      | D                                          | H                                          |
| 96,6           | BFBS Germany     | BFBS_GER | D390   | 0,03     | D                                          | H                                          |

### Digitales Radio (DAB / DAB+)
Digitaler Hörfunk im DAB+-Standard wird seit dem 1. September 2013 ausgestrahlt. Die Verbreitung des ersten bundesweiten Multiplexes erfolgt in vertikaler Polarisation im Gleichwellennetz (Single Frequency Network) mit anderen Sendern. Der von Antenne Deutschland betriebene zweite Multiplex ist am 5. Oktober 2020 und das landesweite Angebot von audio.digital NRW am 29. Oktober 2021 hinzugekommen.
| Block                        | Programme (Datendienste) | ERP (kW) | Antennen- diagramm rund (ND)/ gerichtet (D) | Gleichwellennetz (SFN) |
| ---------------------------- | --- | -------- | ------------------------------------------- | --- |
| 5C DR Deutschland (D__00188) | DAB+ Block der Media Broadcast: - Absolut relax (72 kbps) - Dlf (104 kbps) - Dlf Kultur (112 kbps) - Dlf Nova (104 kbps) - DRadio DokDeb (48 kbps) - Energy Digital (72 kbps) - ERF Plus (64 kbps) - Klassik Radio (72 kbps) - Radio Bob (72 kbps) - Radio Horeb (48 kbps) - Radio Schlagerparadies (64 kbps) - Schwarzwaldradio (64 kbps) - sunshine live (72 kbps) - DRadio Daten (32 kbps Daten) - EPG Deutschland (16 kbps Daten) - TPEG (16 kbps Daten) - TPEG_MM (16 kbps Daten) | 4        | D (100–260°)                                | - Baden-Württemberg: Aalen, Baden-Baden (Fremersberg), Bad Mergentheim, Blauen, Brandenkopf, Donaueschingen, Feldberg im Schwarzwald, Freiburg (Vogtsburg-Totenkopf), Geislingen (Oberböhringen), Großerlach (Hohe Brach), Heidelberg (Königstuhl), Heilbronn (Schweinsberg), Hochrhein (Rickenbach), Hornisgrinde, Pforzheim (Schömberg-Langenbrand), Raichberg, Ravensburg (Höchsten), Reutlingen, Stuttgart (Frauenkopf), Ulm (Kuhberg) - Bayern: Amberg (Hirschau), Aschaffenburg (Pfaffenberg), Augsburg (Hotelturm), Bad Tölz (Gaißach), Bamberg (Geisberg), Büttelberg, Brotjacklriegel, Dillberg, Grünten, Herzogstand, Hochberg (Traunstein), Hoher Bogen, Inntal (Ebbs), Ingolstadt (Gelbelsee), Kreuzberg/Rhön, Landshut (Altdorf), München (Olympiaturm), Nennslingen (Büchelberg), Nürnberg, Oberammergau, Ochsenkopf, Passau, Pfänder, Pfaffenhofen, Pfarrkirchen, Pfronten, Regensburg (Hohe Linie), Unterringingen, Untersberg, Wendelstein (Bayrischzell), Würzburg (Frankenwarte) - Berlin: Berlin (Alexanderplatz), Berlin (Scholzplatz) - Brandenburg: Bad Belzig, Booßen, Brandenburg/Havel, Calau, Casekow, Cottbus, Eisenhüttenstadt, Petkus, Pritzwalk, Templin - Bremen: Bremen (Walle), Bremerhaven-Schiffdorf - Hamburg: Hamburg (Moorfleet), Hamburg (Heinrich-Hertz-Turm) - Hessen: Bad Hersfeld (Rimberg), Biedenkopf (Sackpfeife), Fulda (Hummelskopf), Frankfurt (Europaturm), Gelnhausen (Schnepfenkopf), Gießen (Dünsberg), Großer Feldberg, Hardberg, Hohe Wurzel, Hoher Meißner, Kassel (Habichtswald), Mainz-Kastel - Mecklenburg-Vorpommern: Garz (Rügen), Güstrow, Malchin, Neubrandenburg-Süd, Rostock (Toitenwinkel), Röbel, Schwerin (Zippendorf-Gr.Dreesch), Torgelow, Wismar/Rüggow, Züssow - Niedersachsen: Aurich-Popens, Braunschweig (Broitzem), Braunschweig (Drachenberg), Cuxhaven-Stadt, Dannenberg, Göttingen (Bovenden-Osterberg), Hannover (Telemax), Lingen, Lüneburg-Neu Wendhausen, Molbergen-Peheim, Osnabrück (Bramsche-Schleptruper Egge), Hildesheim (Sibbesse), Steinkimmen, Uelzen, Visselhövede, Wilhelmshaven - Nordrhein-Westfalen: Aachen (Karlshöhe), Bielefeld (Hünenburg), Bonn (Venusberg), Dortmund (Florianturm), Düsseldorf (Rheinturm), Eggegebirge, Herscheid, Hochsauerland (Hunau), Hürtgenwald-Großhau, Köln (Colonius), Langenberg, Lügde-Rischenau (Köterberg), Minden (Jakobsberg), Münster (Fernmeldeturm), Schöppingen, Siegen-Süd, Wesel - Rheinland-Pfalz: Bad Kreuznach (Schanzenkopf), Bad Marienberg (Westerwald), Bornberg, Daun (Eifel), Edenkoben (Kalmit), Heckenbach-Schöneberg (Ahrweiler), Idar-Oberstein, Kaiserslautern, Kettrichhof, Koblenz (Kühkopf), Trier (Petrisberg) - Saarland: Merzig-Merchingen, Saarbrücken (Schoksberg) - Sachsen: Chemnitz, Dresden, Geyer, Leipzig, Löbau, Neustadt, Oschatz, Schöneck, Zwickau Ost - Sachsen-Anhalt: Brocken, Burg, Dequede, Petersberg, Pettstädt (Weißenfels), Schneidlingen, Wittenberg - Schleswig-Holstein: Bungsberg, Flensburg, Heide, Helgoland, Hennstedt, Kiel (Kronshagen), Lübeck (Stockelsdorf), Schleswig, Niebüll (Süderlügum), Westerland (Sylt) - Thüringen: Bleßberg (Sonneberg), Erfurt-Hochheim, Gera, Inselsberg, Jena (Oßmaritz), Kulpenberg, Saalfeld (Remda), Lobenstein (Sieglitzberg), Weimar (Ettersberg) |
| 5D Antenne DE (D__00364)     | DAB-Block von Antenne Deutschland: - 80s80s (72 kbps) - 90s90s (72 kbps) - Absolut Bella (72 kbps) - Absolut Germany (72 kbps) - Absolut HOT (72 kbps) - Absolut Oldie (72 kbps) - Absolut TOP (72 kbps) - AIDAradio (72 kbps) - Ballermann Radio (72 kbps) - Beats Radio (72 kbps) - Brillux Radio (72 kbps) - Nostalgie (72 kbps) - Oldie Antenne (72 kbps) - RTL Radio (72 kbps) - Rock Antenne (72 kbps) - Toggo Radio (72 kbps)                                                   | 4        | D (100–260°)                                | - Bayern: Amberg (Hirschau), Bamberg (Geisberg), Ingolstadt (Gelbelsee), Kreuzberg/Rhön, Nürnberg, Ochsenkopf, Pfaffenhofen, Regensburg (Hohe Linie), Würzburg (Frankenwarte) - Berlin: Berlin (Alexanderplatz), Berlin (Scholzplatz) - Brandenburg: Casekow, Cottbus, Pritzwalk - Bremen: Bremen (Walle) - Hamburg: Hamburg (Heinrich-Hertz-Turm) - Mecklenburg-Vorpommern: Rostock (Toitenwinkel), Schwerin (Zippendorf-Gr.Dreesch), Züssow - Niedersachsen: Braunschweig (Broitzem), Cuxhaven-Stadt, Göttingen (Bovenden-Osterberg), Hannover (Telemax), Hildesheim (Sibbesse/Griesberg), Lüneburg-Neu Wendhausen, Molbergen-Peheim, Osnabrück (Bramsche-Schleptruper Egge), Visselhövede - Nordrhein-Westfalen: Bielefeld (Hünenburg), Minden (Jakobsberg) - Sachsen: Dresden, Geyer, Leipzig, Löbau/Schafberg, Oschatz, Schöneck - Sachsen-Anhalt: Brocken, Burg, Petersberg, Wittenberg - Schleswig-Holstein: Flensburg, Heide, Kiel (Kronshagen), Lübeck (Stockelsdorf) - Thüringen: Erfurt-Hochheim, Gera, Inselsberg, Jena (Oßmaritz), Kulpenberg, Lobenstein (Sieglitzberg), Weimar (Ettersberg) |
| 9D Mein NRW DAB+ (D__00517)  | DAB-Block von audio.digital NRW: - 80er Radio Harmony (72 kbps) - Antenne NRW (72 kbps) - bigFM (NRW) (72 kbps) - Energy NRW (72 kbps) - Kulthitradio (72 kbps) - Noxx (72 kbps) - NRW1 (72 kbps) - Oldie Antenne (72 kbps) - Radio 21 NRW (72 kbps) - Radio Bollerwagen (72 kbps) - Radio Holiday (72 kbps) - Radio Paloma (NRW) (72 kbps) - Radio Paradiso (72 kbps) - Star FM (72 kbps) - Radio Teddy NRW (72 kbps) - Schlager Radio (NRW) (72 kbps)                                | 2        | D (100–260°)                                | - Region Aachen: Aachen (Karlshöhe) - Bergisches Land: Wuppertal (Küllenhahn) - Rheinland: Bonn (Venusberg), Köln (Colonius) - Rhein-Ruhr: Düsseldorf (Rheinturm), Essen, Wesel - Ruhrgebiet: Dortmund (Florianturm) - Münsterland: Münster (Fernmeldeturm), Schöppingen - Ostwestfalen-Lippe: Bielefeld (Hünenburg), Eggegebirge, Lügde-Rischenau (Köterberg), Minden (Jakobsberg) - Südwestfalen: Herscheid, Hochsauerland (Hunau), Siegen-Süd |

### Digitales Fernsehen (DVB-T / DVB-T2)
In Ostwestfalen-Lippe erfolgte die Umstellung auf den DVB-T2-Standard mit HEVC Bildcodierung am 25. April 2018. Optional lassen sich zusätzliche im WDR-Angebot und bei Freenet TV connect als Verknüpfung enthaltene Programme über eine Internetverbindung wiedergeben, falls das Empfangsgerät HbbTV (ab Version 1.5) unterstützt (WDR via IP: ARD-alpha HD, BR FS Süd HD, hr-fernsehen HD, rbb Berlin HD und SR Fernsehen HD). Das kostenpflichtige private Programmangebot von Freenet TV wird von den Standorten Bielefeld (Hünenburg) und Hannover (Telemax) ausgestrahlt.
Folgende DVB-T2-Bouquets werden übertragen:
| Kanal | Frequenz (MHz) | Multiplex                                   | Programme im Multiplex | ERP (kW) | Antennen- diagramm rund (ND)/ gerichtet (D) | Polarisation horizontal (H)/ vertikal (V) | SFN mit                                                                  |
| ----- | -------------- | ------------------------------------------- | --- | -------- | ------------------------------------------- | ----------------------------------------- | ------------------------------------------------------------------------ |
| 26    | 514            | WDR Mux 2                                   | - phoenix HD - tagesschau24 HD - mdr Fernsehen (Sachsen-Anhalt) HD - NDR Fernsehen HD (Niedersachsen) - SWR Fernsehen Rheinland-Pfalz HD | 5        | ND                                          | H                                         | Bielefeld (Hünenburg), Minden (Jakobsberg), Teutoburger Wald (Bielstein) |
| 31    | 554            | WDR Mux 1 (BI / SI) Anm.                    | - Das Erste HD - WDR Fernsehen (Bielefeld) HD - WDR Fernsehen (Siegen) HD - arte HD - one HD                                             | 5        | ND                                          | H                                         | Bielefeld (Hünenburg), Minden (Jakobsberg), Teutoburger Wald (Bielstein) |
| 33    | 570            | Gemischter Multiplex von ZDF und freenet TV | - ZDF HD - 3sat HD - KiKa HD - ZDFneo HD - ZDFinfo HD - freenet TV connect (HbbTV-Dienst mit mehreren Streams, HbbTV v1.5 erforderlich)  | 5        | ND                                          | H                                         | Bielefeld (Hünenburg), Minden (Jakobsberg), Teutoburger Wald (Bielstein) |

 Sendeparameter 
| Verwendet von (HD-Programme pro Mux) | Modulations- verfahren | Coderate | FFT-Modus    | Guard- intervall | Pilottöne       | Datenrate [Mbit/s] |
| ------------------------------------ | ---------------------- | -------- | ------------ | ---------------- | --------------- | ------------------ |
| ZDF (5)                              | 64-QAM                 | 3/5      | 16k extended | 19/128           | Pilot Pattern 2 | 22,0               |
| WDR Mux I (5)                        | 64-QAM                 | 1/2      | 16k extended | 19/256           | Pilot Pattern 2 | 19,5               |
| WDR Mux II (5)                       | 64-QAM                 | 1/2      | 16k extended | 19/128           | Pilot Pattern 2 | 18,2               |

### Analoges Fernsehen (PAL)
Vor der Umstellung auf DVB-T am 29. Mai 2006 diente der Sendestandort weiterhin für analoges Fernsehen.
| Kanal | Frequenz (MHz) | Programm                    | ERP (kW) | Sendediagramm rund (ND)/ gerichtet (D) | Polarisation horizontal (H)/ vertikal (V) |
| ----- | -------------- | --------------------------- | -------- | -------------------------------------- | ----------------------------------------- |
| 23    | 487,25         | VOX                         | 0,125    | D                                      | H                                         |
| 26    | 511,25         | ZDF                         | 300      | D                                      | H                                         |
| 54    | 735,25         | NDR Fernsehen Niedersachsen | 20       | D                                      | H                                         |
| 57    | 759,25         | WDR Fernsehen Bielefeld     | 300      | D                                      | H                                         |